# Амид магния
Амид магния — неорганическое соединение с формулой Mg(NH2)2, бесцветные (белые) кристаллы, реагирует с водой, самовоспламеняется на воздухе.

## Получение
Медленно выделяется при хранении голубого[уточнить] раствора магния в жидком аммиаке:
{\displaystyle {\mathsf {Mg+2NH_{3}\ \xrightarrow {} \ Mg(NH_{2})_{2}+H_{2}\uparrow }}}

## Физические свойства
Амид магния образует бесцветные (белые) кристаллы тетрагональной сингонии.
Самовоспламеняется на воздухе и бурно разлагается водой.

## Химические свойства
Разлагается при нагревании в отсутствие воздуха:
{\displaystyle {\mathsf {3Mg(NH_{2})_{2}\ {\xrightarrow {T}}\ Mg_{3}N_{2}+4NH_{3}}}}